# Çò des de Servató
Çò des de Servató és una casa del poble de Tredòs, en el municipi de Naut Aran (Vall d'Aran) inclosa en l'Inventari del Patrimoni Arquitectònic de Catalunya. Çò des de Servatò és una casa de secció rectangular, amb la "bòrda" adossada en el nivell superior, i un interessant " horn de pan" en l'altra banda;modificat parcialment.

## Descripció
La façana orientada a migdia, paral·lela a la "càpiera", presenta obertures en les dues plantes."L'humarau" és aixoplugat per una estructura d'encavallades de fusta i llosat de pissarra, de dos vessants, i un "tresaigües" en el frontis que encabeix la xemeneia. La porta d'accés centrant la planta baixa segueix els paràmetres tradicionals, elevada per un graó, daus de pedra protegint el marc de fusta, i dues fulles simètriques, al damunt, un balcó amb una senzilla barana de ferro.
El cos de l'esmentat forn com és habitual a la Val sobresurt en la façana, en aquest cas en la planta baixa, vora de la cantonada de ponent. És de planta semiciruclar (1,33m de radi) i presenta en la base un primer esglaó farcit amb bloc de granit, i en la cobertura un "losat" de pissarra, d'un vessant. A l'interior, hem de suposar que conserva encara la típica volta de forn, i la sortida de fums que comunica directament amb la "huemnèja" superior, així com els estris tradicionals.